# Karl Stöckigt
Karl Richard Stöckigt (* 16. Februar 1878 in Roda; † im 20. Jahrhundert) war ein deutscher Tischler und Politiker (USPD).

## Leben
Stöckigt war der Sohn des Handarbeiters Heinrich Friedrich Louis Stöckigt in Roda und dessen Ehefrau Ida Wilhelmine geborene Füchsel. Er war evangelisch-lutherischer Konfession (seine Ehefrau trat am 14. September 1938 aus der Kirche aus; es ist plausibel, dass er es auch tat) und heiratete am 10. Mai 1903 in Triebes die Laborarbeiterin Frieda Alma Pitzler (* 28. November 1884 in Triebes), die Tochter des Fabrikarbeiters Franz Otto Pitzler in Triebes.
Stöckigt machte eine Tischlerlehre und arbeitete als Tischler in Triebes.
Nach der Novemberrevolution wurde er zum 17. Februar 1919 für die USPD in den Landtag Reuß jüngerer Linie gewählt. Als Abgeordneter wurde er Mitglied des vereinigten Landtages des Volksstaates Reuß. Am 1. Mai 1920 schlossen sich der Volksstaat Reuß und sechs weitere thüringische Kleinstaaten zum Land Thüringen zusammen. Damit wandelte sich der Reußer Landtag in eine Gebietsvertretung. Auch dieser gehörte er an. Zum 31. März 1921 schied er aufgrund der Verkleinerung der Gebietsvertretung aus.